# Gare des Salelles
Ne doit pas être confondu avec Gare de Salelles-du-Bosc.
La gare des Salelles est une gare ferroviaire française de la ligne du Monastier à La Bastide-Saint-Laurent-les-Bains, située sur le territoire de la commune des Salelles, dans le département de la Lozère, en région Occitanie.
C'est une halte voyageurs de la Société nationale des chemins de fer français (SNCF), desservie par des trains express régionaux TER Occitanie.

## Situation ferroviaire
Établie à 617 mètres d'altitude, la gare des Salelles est située au point kilométrique (PK) 619,602 de la ligne du Monastier à La Bastide-Saint-Laurent-les-Bains, entre les gares ouvertes du Monastier et de Chanac.

## Service des voyageurs

### Accueil

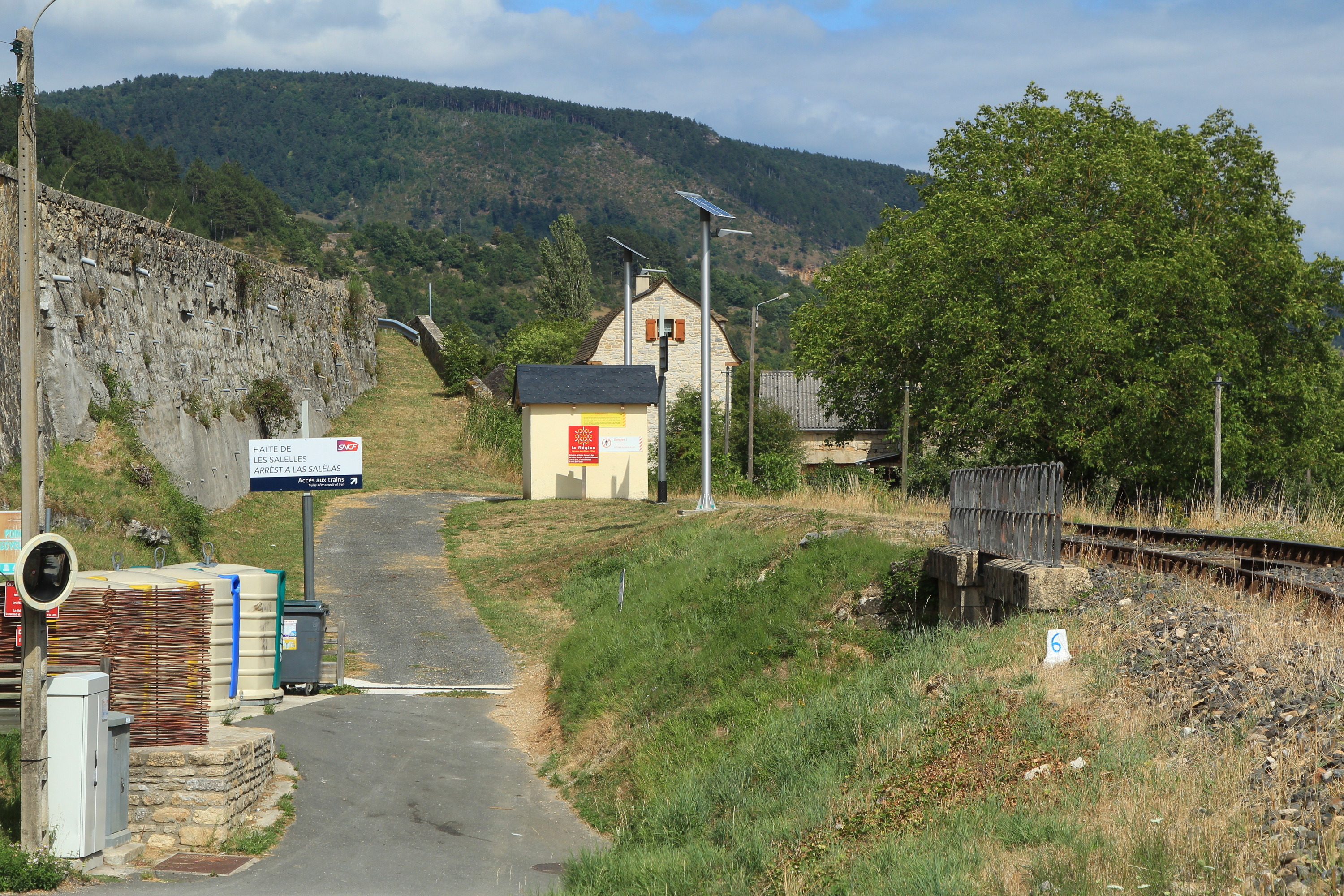
Accès à la halte.

Halte SNCF, c'est un point d'arrêt non géré (PANG) à entrée libre.

### Desserte
Les Salelles est desservie par des trains TER Occitanie qui effectuent des missions entre les gares de Saint-Chély-d'Apcher, ou de Marvejols, et de Mende.

### Intermodalité
Un parking pour les véhicules est aménagé. Elle est desservie par des cars TER Languedoc-Roussillon et TER Auvergne, en complément ou remplacement de dessertes ferroviaires.